# Фреза (комір)

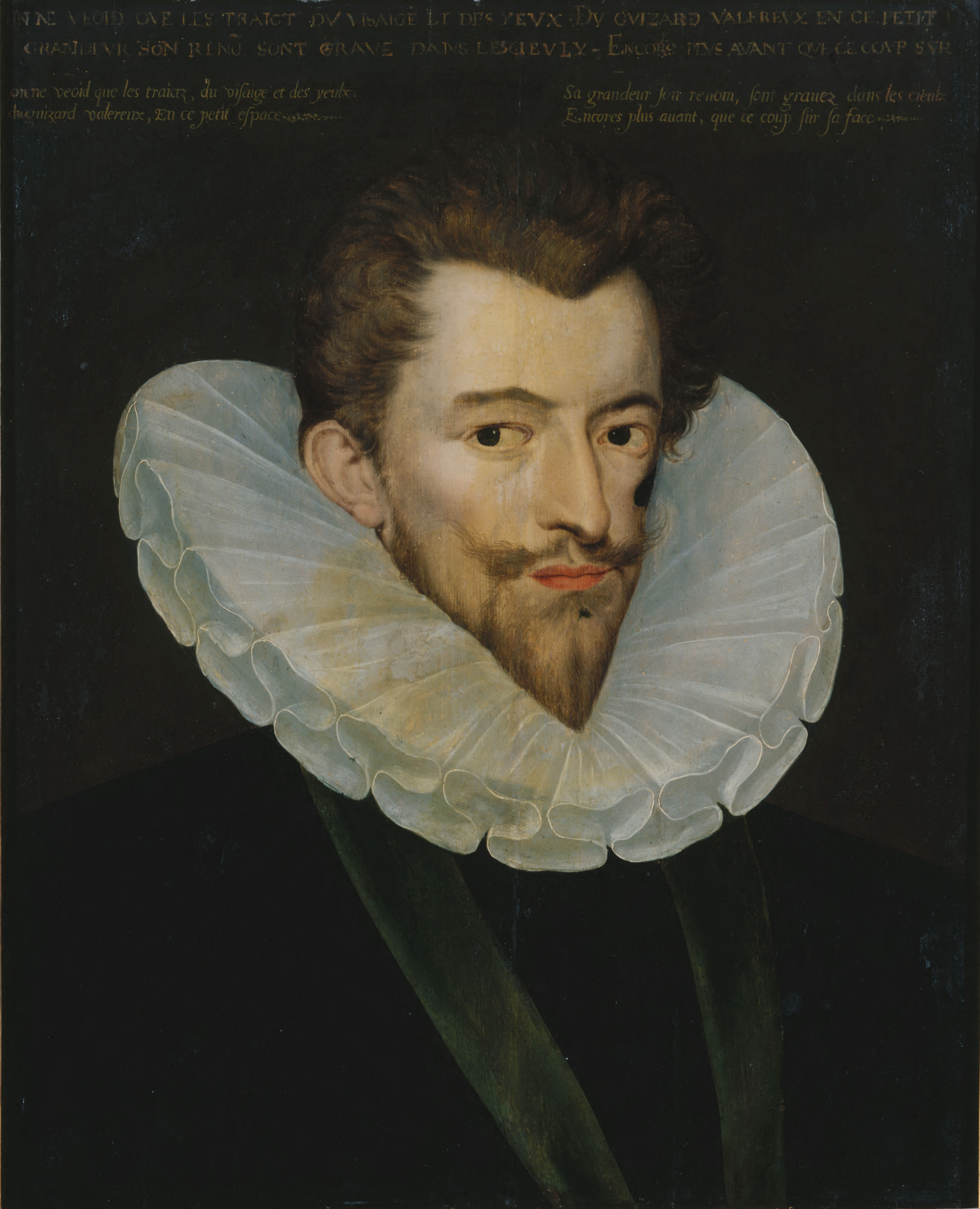
Фреза кінця XVI ст.

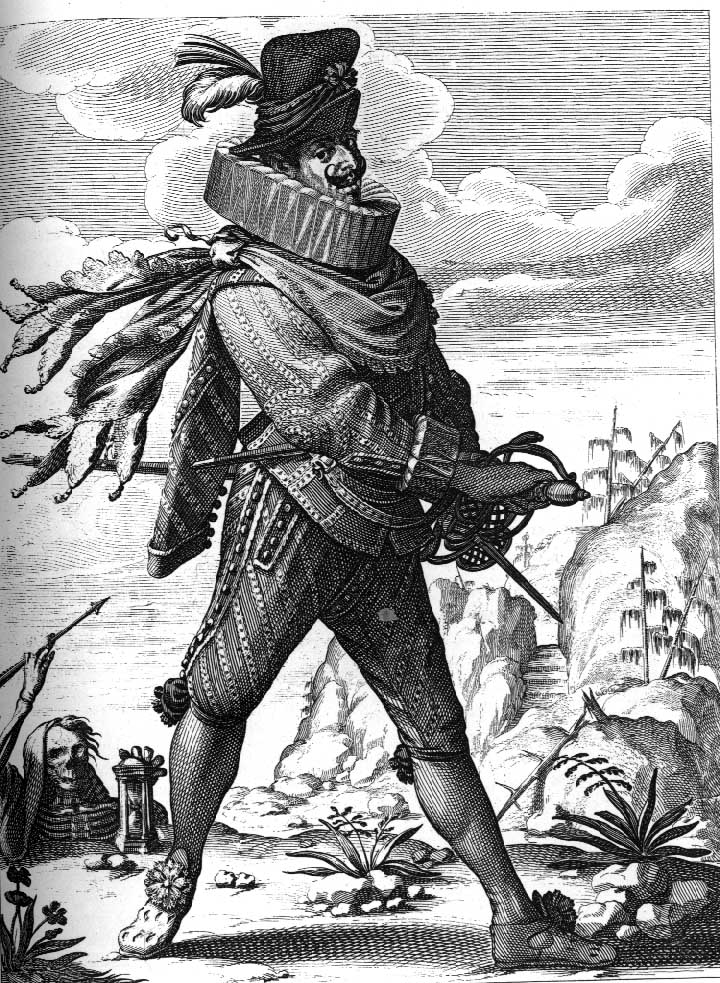
Іспанський капітан. Карикатура А. Босса

Фре́за (від фр. fraise) або брижі — вид старовинного коміра зі складками, поширений у XVI—XVII століттях. Був елементом чоловічого, жіночого і дитячого костюму.
Назва пов'язана з фр. fraise («потрух», «теляча брижа»): через складчасту структуру коміра.

## Історія
За походженням фреза являла собою верхню частину сорочки, зібрану у дрібні складки. Близько 1560 р. вони набувають характерної для фрези форми, стають великими й округлими (godrons) і вже пристібаються до сорочки як окремий аксесуар. На думку Мішеля Серреса, моді на фрези сприяло поширення венеричних хвороб у цю добу: пишні коміри приховували виразки і нариви на шиї.[джерело?]
У Західній Європі фрези з'явилися під час релігійних воєн наприкінці XVI ст. Фрези відомі у великому розмаїтті форм, залежно від країни, періоду та статусу власника. Форма коміра постійно змінювалася. У 1570 фрези стають частиною розкішного придворного вбрання, а в 1580-х вони отримують надмірну пишність і претензійність. Їх роблять дедалі більшими, оздоблюють вирізами й мереживом. Фреза збільшується у висоту, під час правління Генріха III — і в ширину. У 1578 році, коли вони досягли рекордних розмірів, ця непомірність була предметом глузування: так, П'єр Делетуаль (Pierre de L'Estoile) писав у своєму щоденнику: «Якщо глянути на голову чоловіка, лежачу на його фрезах, здається, що це голова Івана Хрестителя на тарелі».
У Франції у XVI ст. фрези носили переважно католики. Протестанти залишалися вірними простим комірам, але під час правління Генріха IV серед протестантів Північної Європи (включаючи Францію) поширився різновид фрези de confusion: ненакрохмалений, складений з кількох шарів, а крайки коміра, що спадали на плечі, могли бути облямовані мереживом.
У XVII ст. фреза стає одним з характерних елементів іспанської моди. У Франції ж за Людовика XIII ці коміри опинилися під забороною і вийшли з ужитку. Сприйняття французами фрези як виключно іспанського одягу проявлялося у французьких карикатурах, де іспанці були неодмінно зображені у цих комірах.
Наприкінці XVII ст. фреза витісняється коміром-жабо. У добу Імперії і Реставрації Бурбонів вона тимчасово повертається у моду.

## Сучасність
Зараз фрези залишаються частиною богослужбового облачення єпископів і служителів Данської церкви (включаючи Гренландію), а також Фарерських островів. У Норвезькій церкві фрези скасовані у 1980 р., хоча деякі консервативні служителі (наприклад, Берре Кнудсен) продовжують носити їх. Фрези можуть надівати хлопчики-півчі англіканських церковних хорів.

## Галерея

### XVIст.
Передісторія коміра

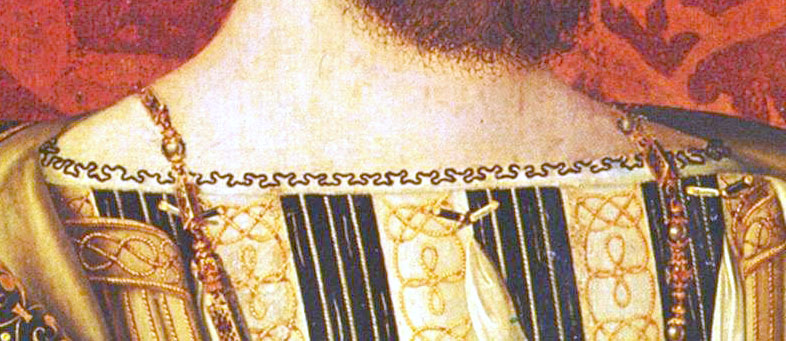
1525 р. Фрагмент портрета Франциска I
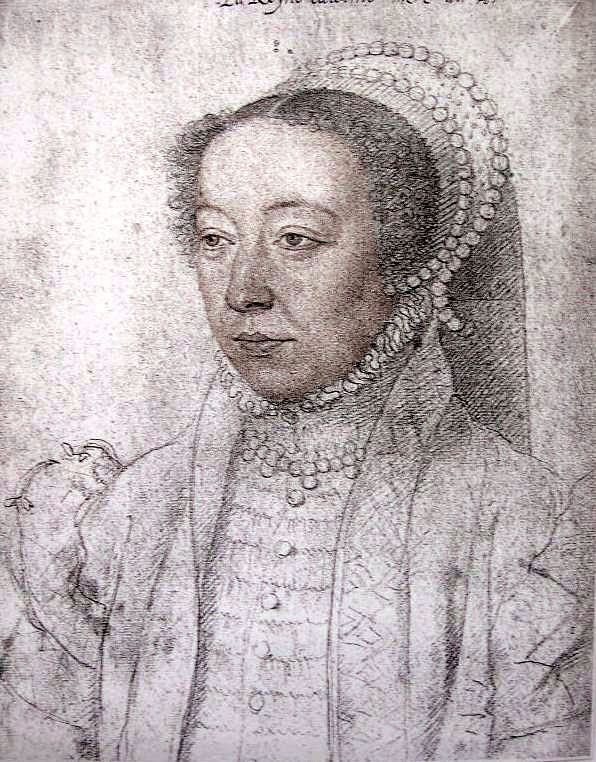
1555 р. Портрет Катерини Медічі

1560-ті роки

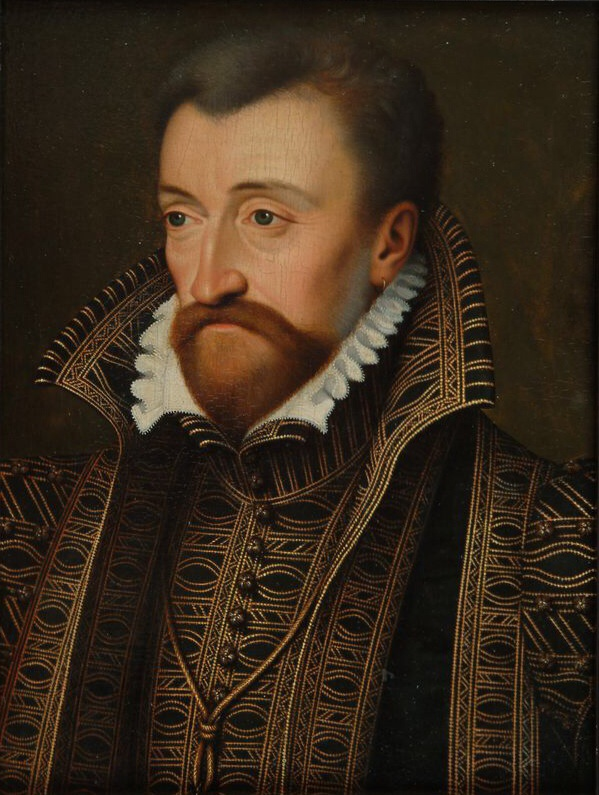
1557 р. Портрет Антуана Бурбона, батька Генріха IV
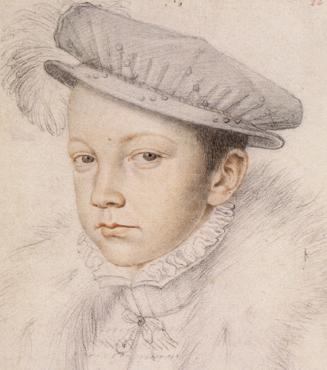
1559 р.
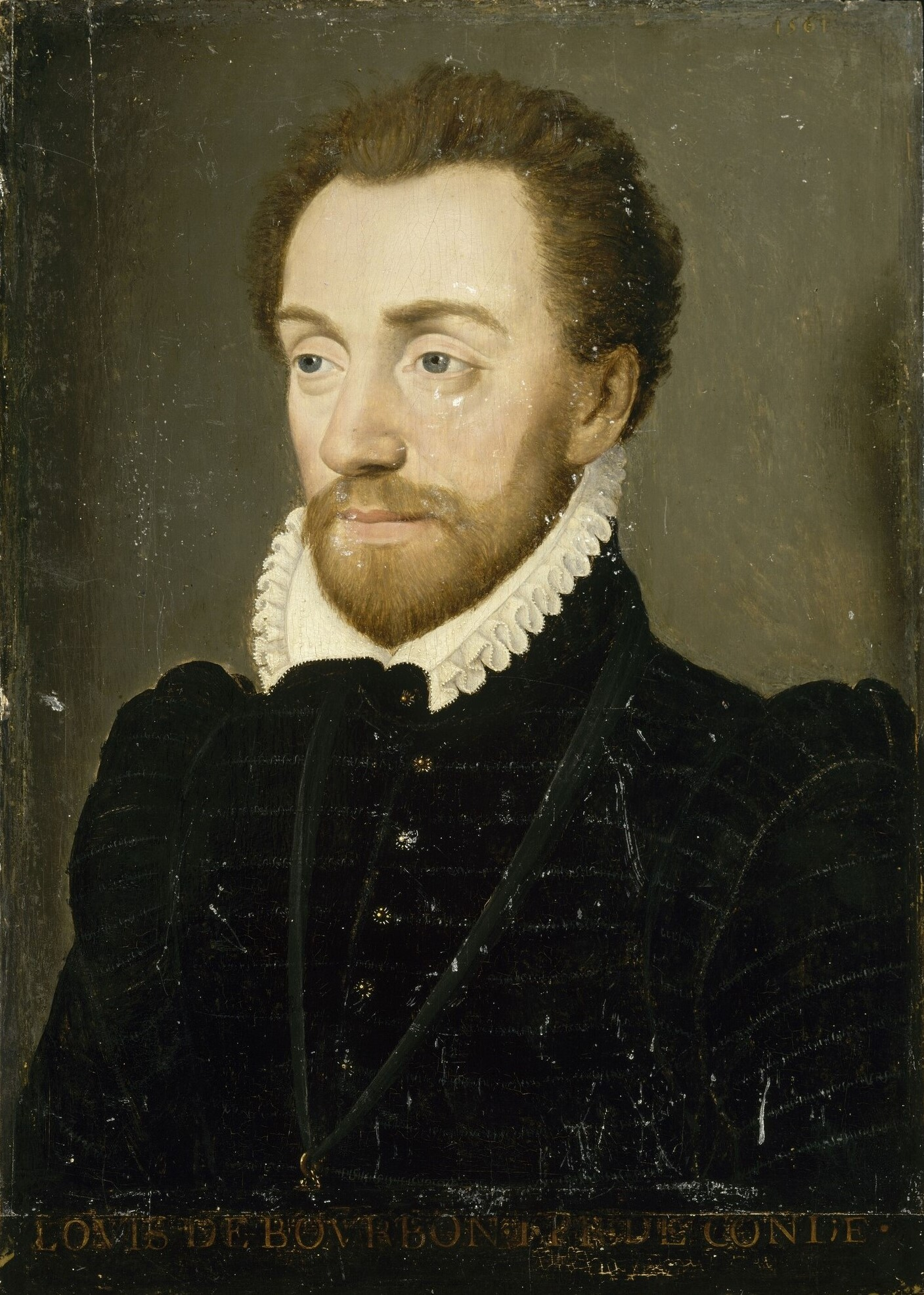
1562 р.
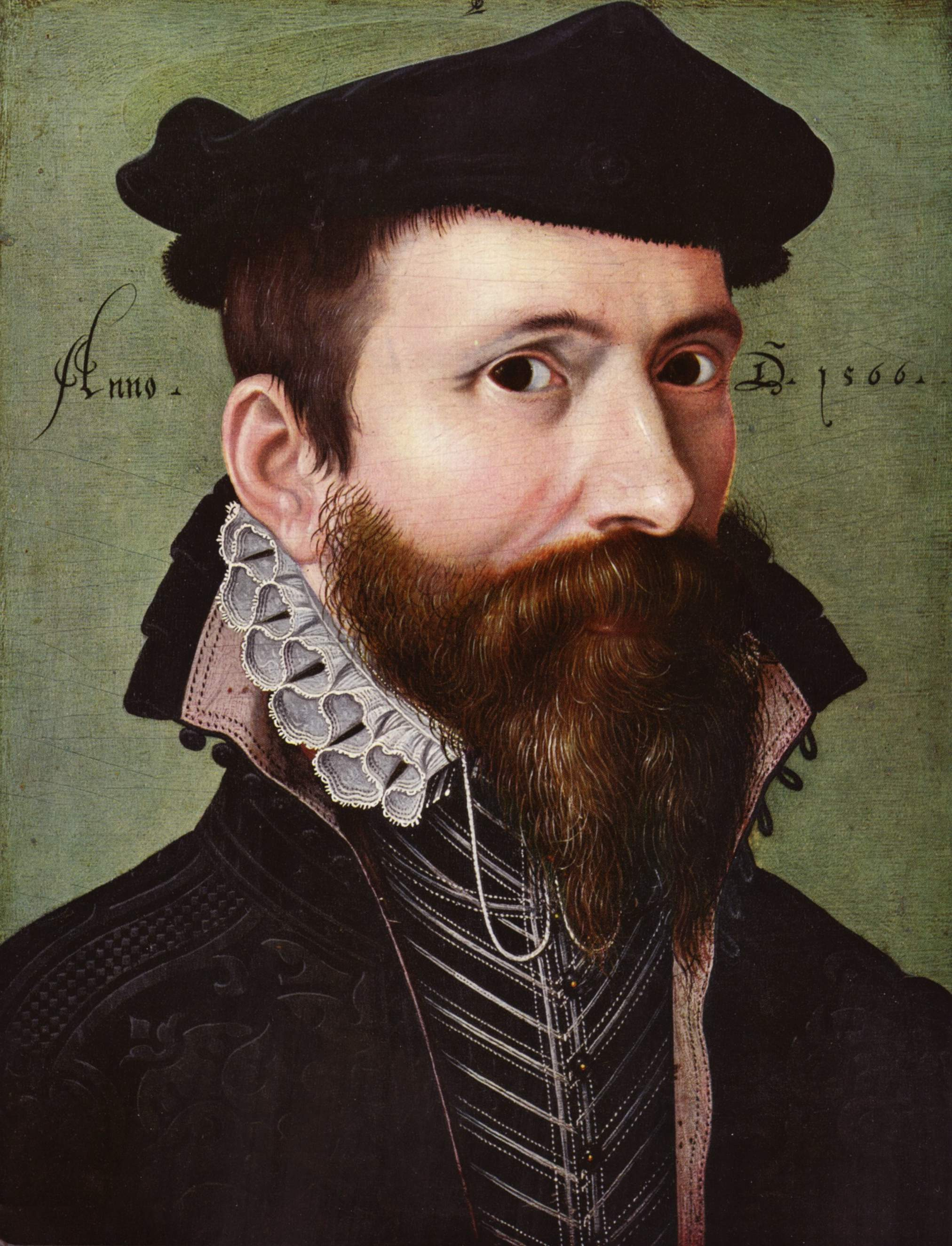
1566 р.
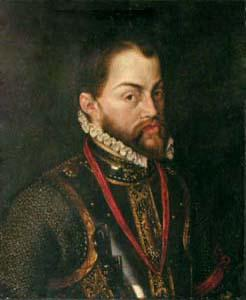
1565 р.
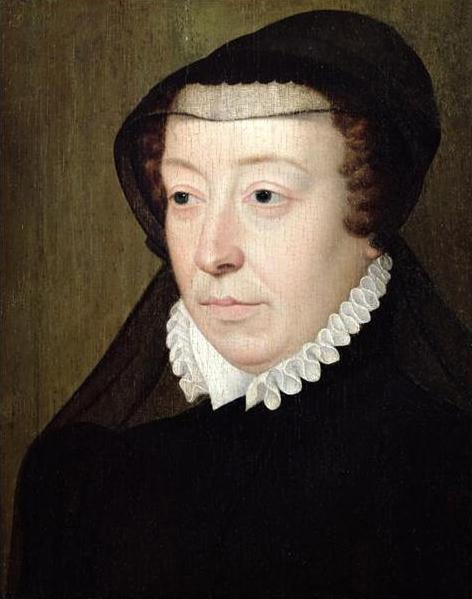
1565 р.

1570-ті роки

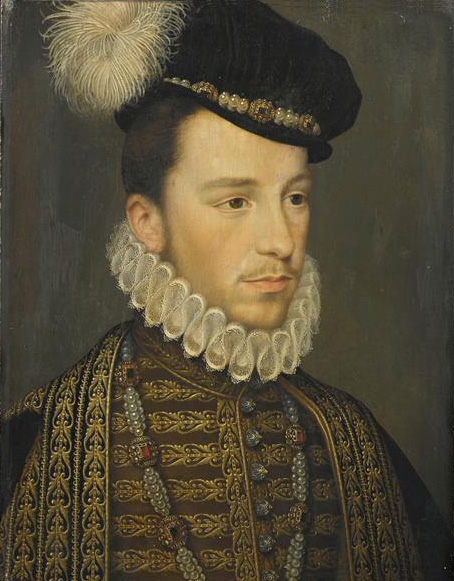
1570 р.
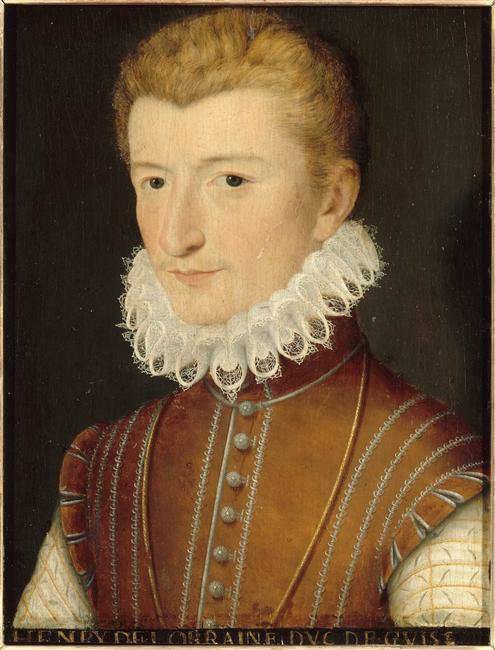
1570 р.
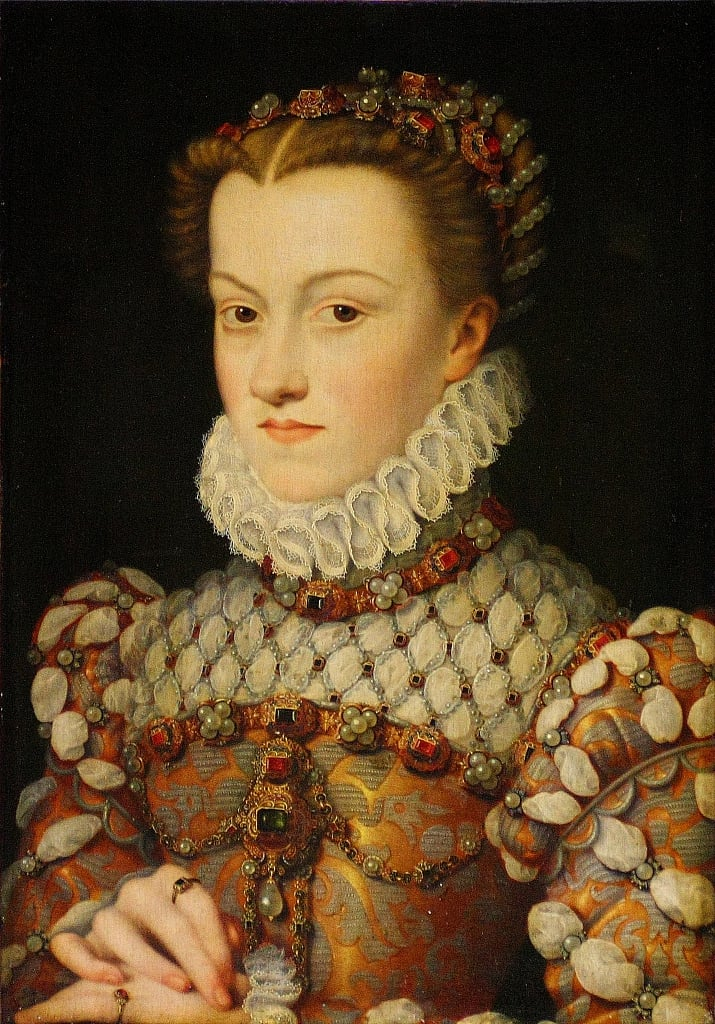
1572 р.
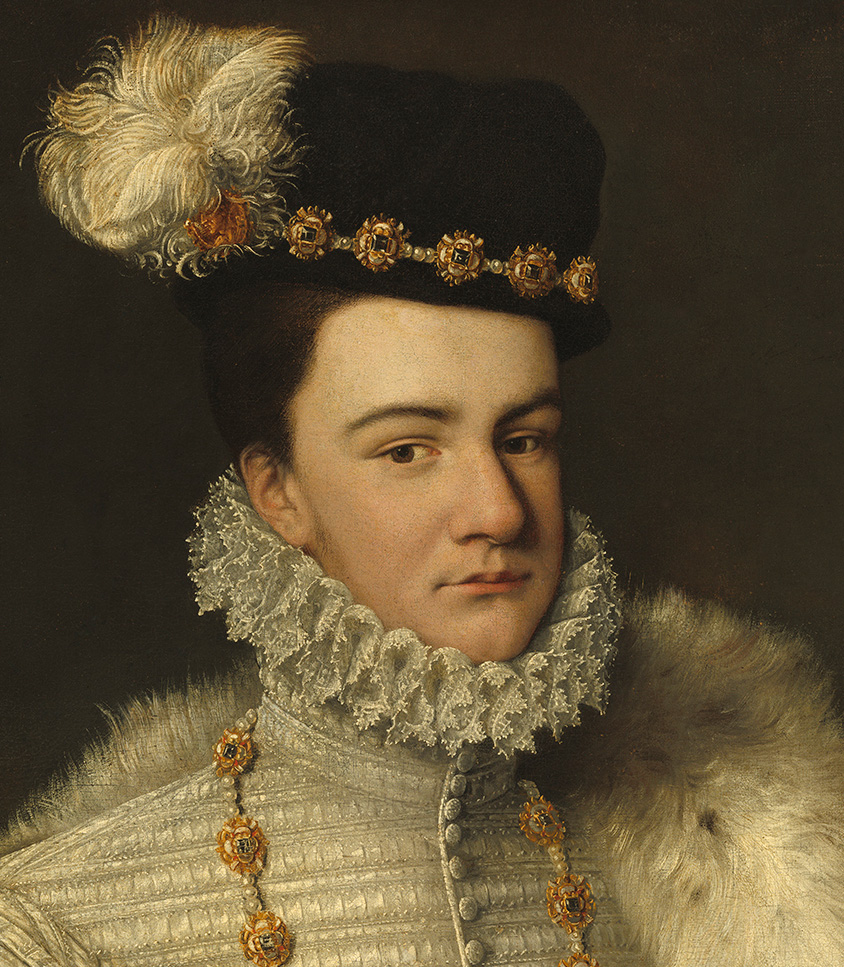
1572 р.
1574 р.
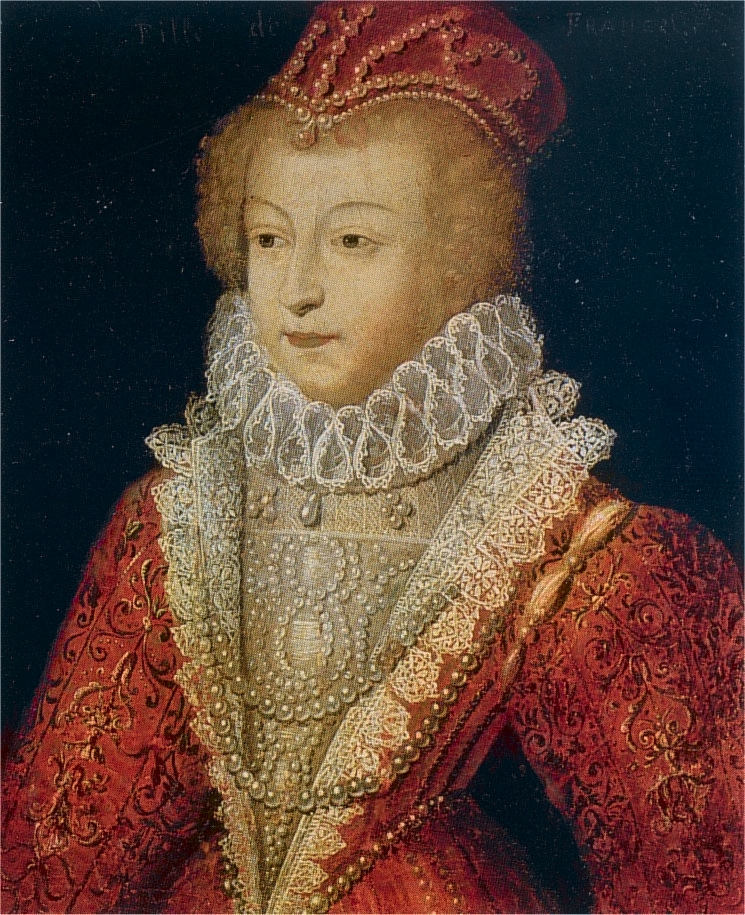
1575 р.
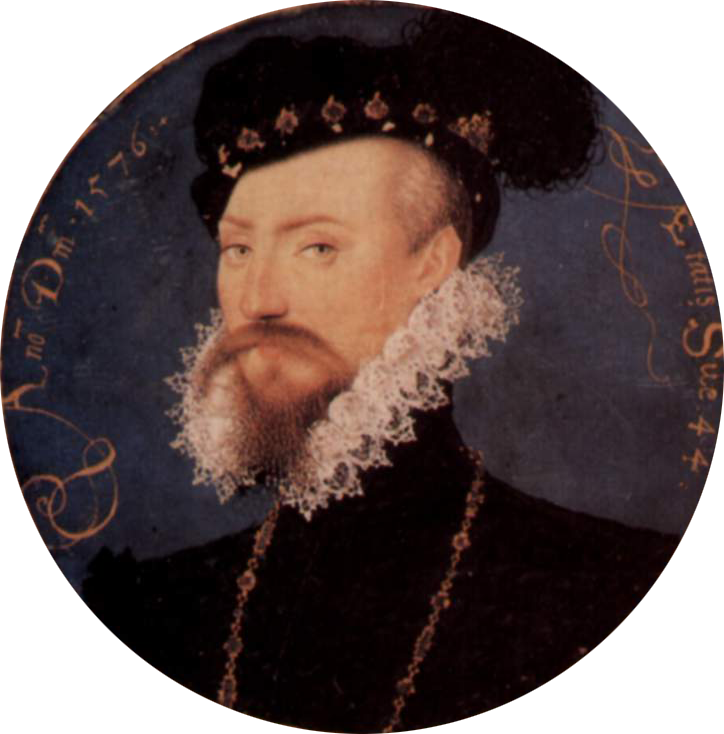
1576 р.
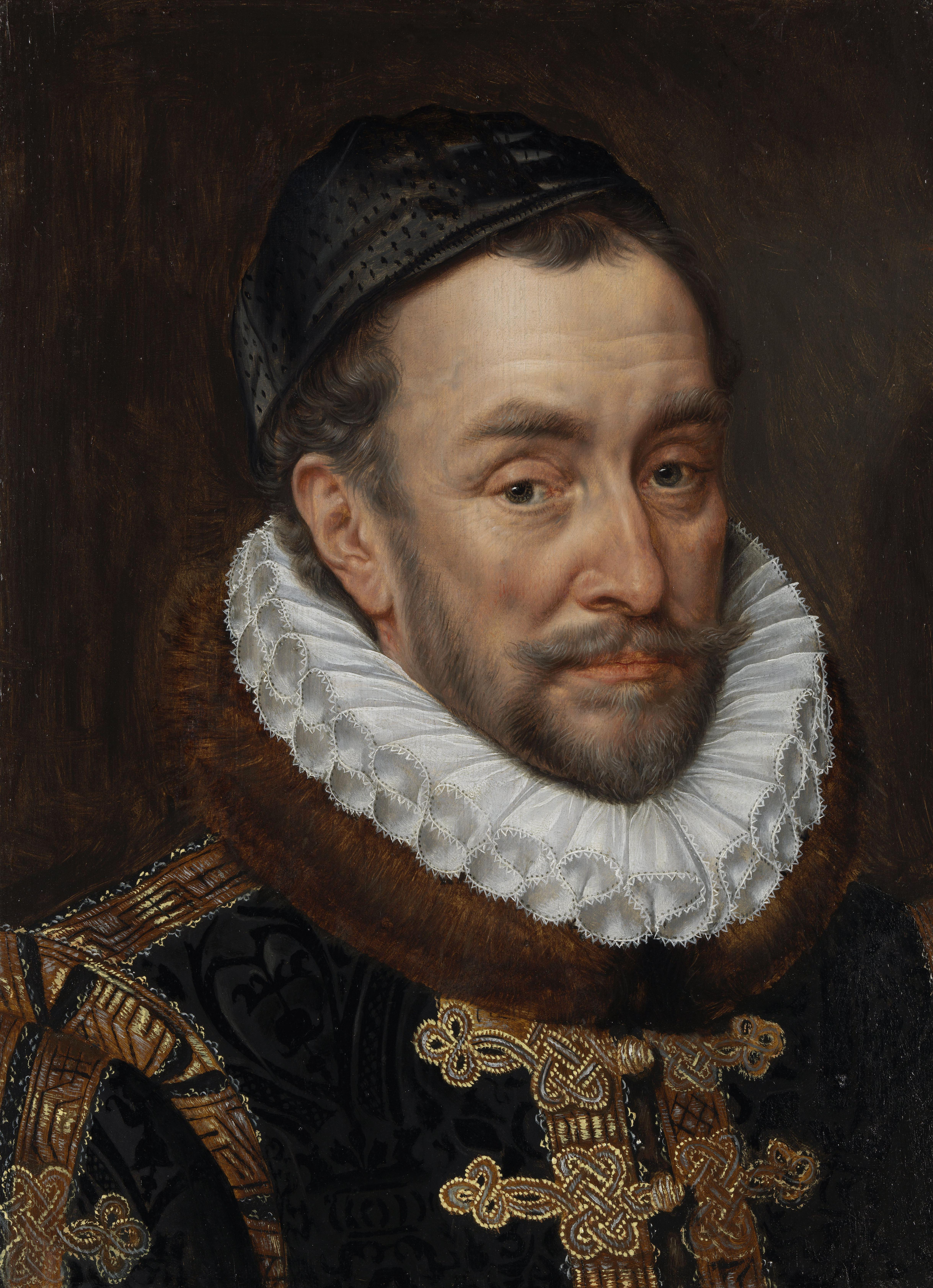
1575 р.

1580-ті роки

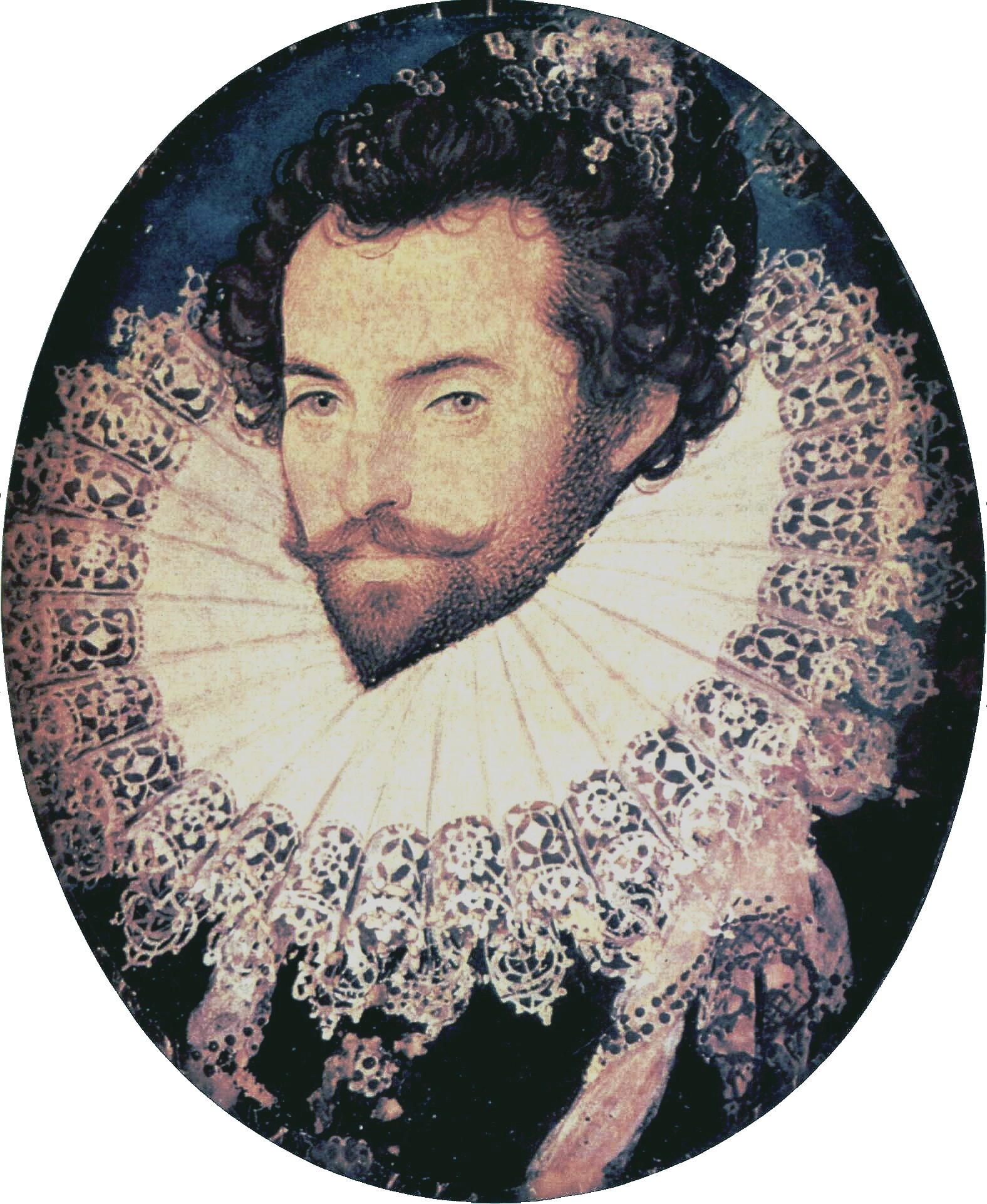
1585 р. Портрет сера Волтера Релі
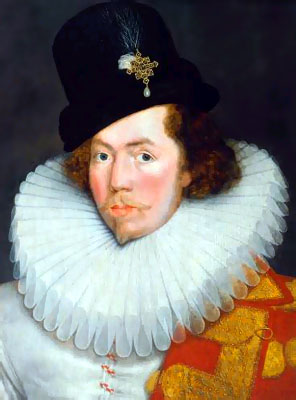
1586 р.
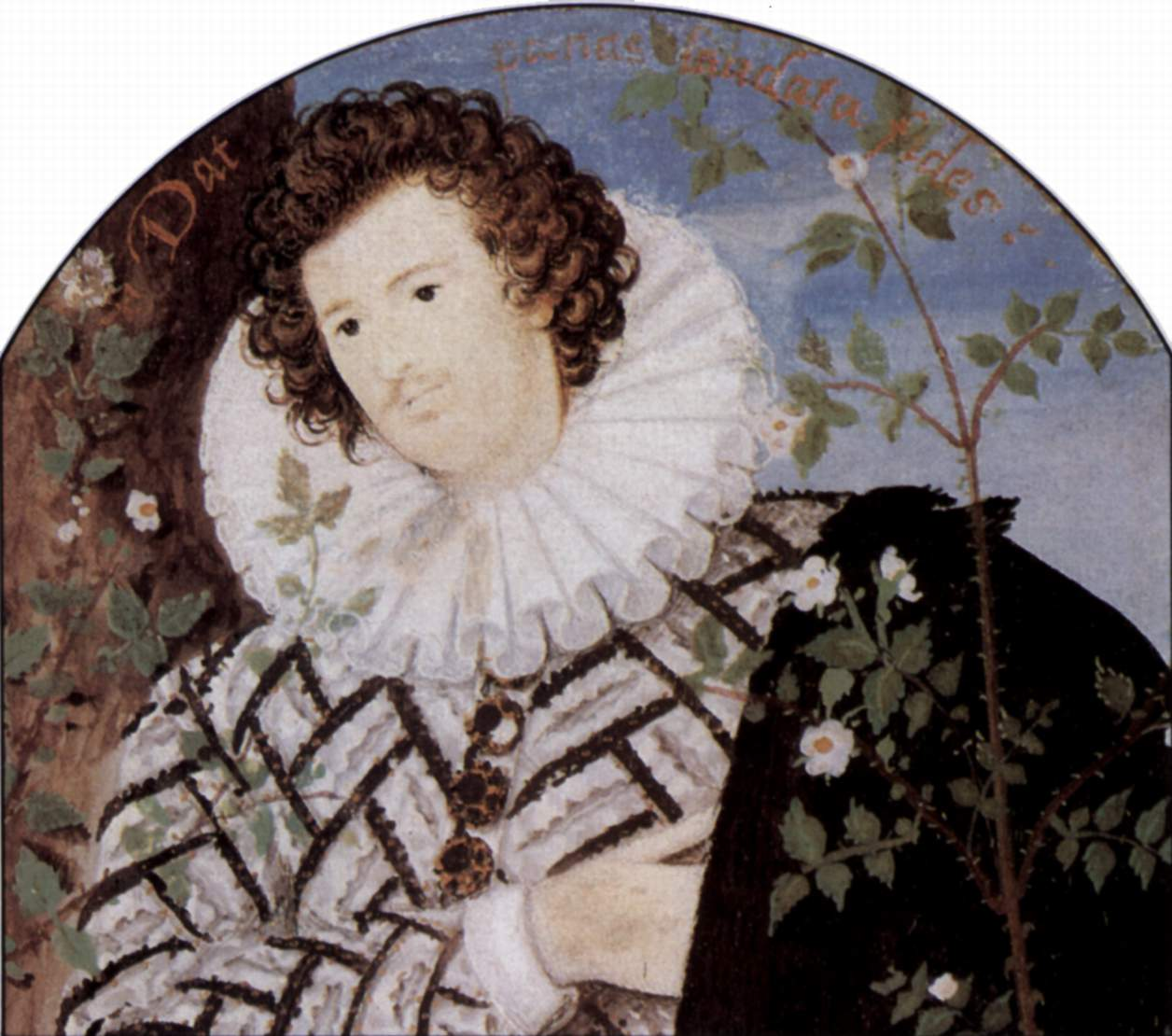
1588 р.

### XVIIст.
Іспанія

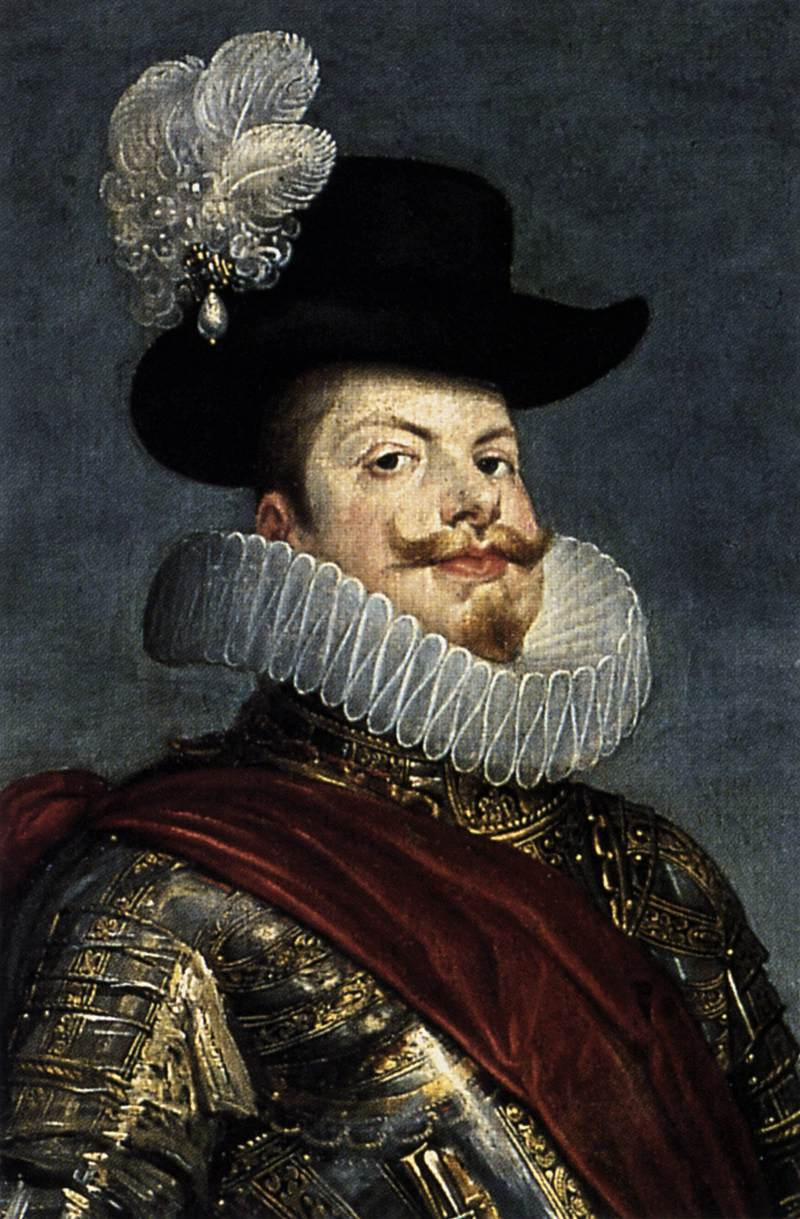
Портрет Філіппа ІІІ Іспанського
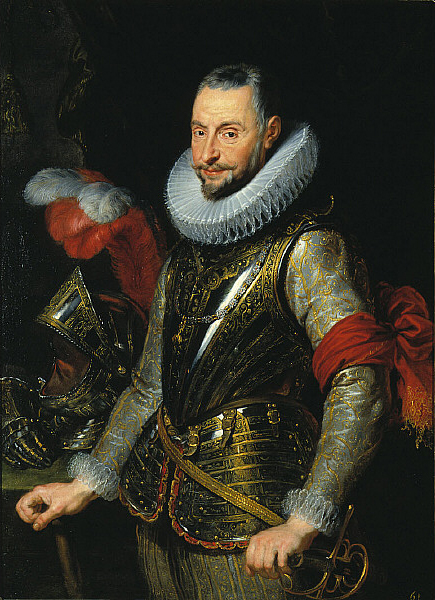
Портрет маркіза Амброзіо Спіноли
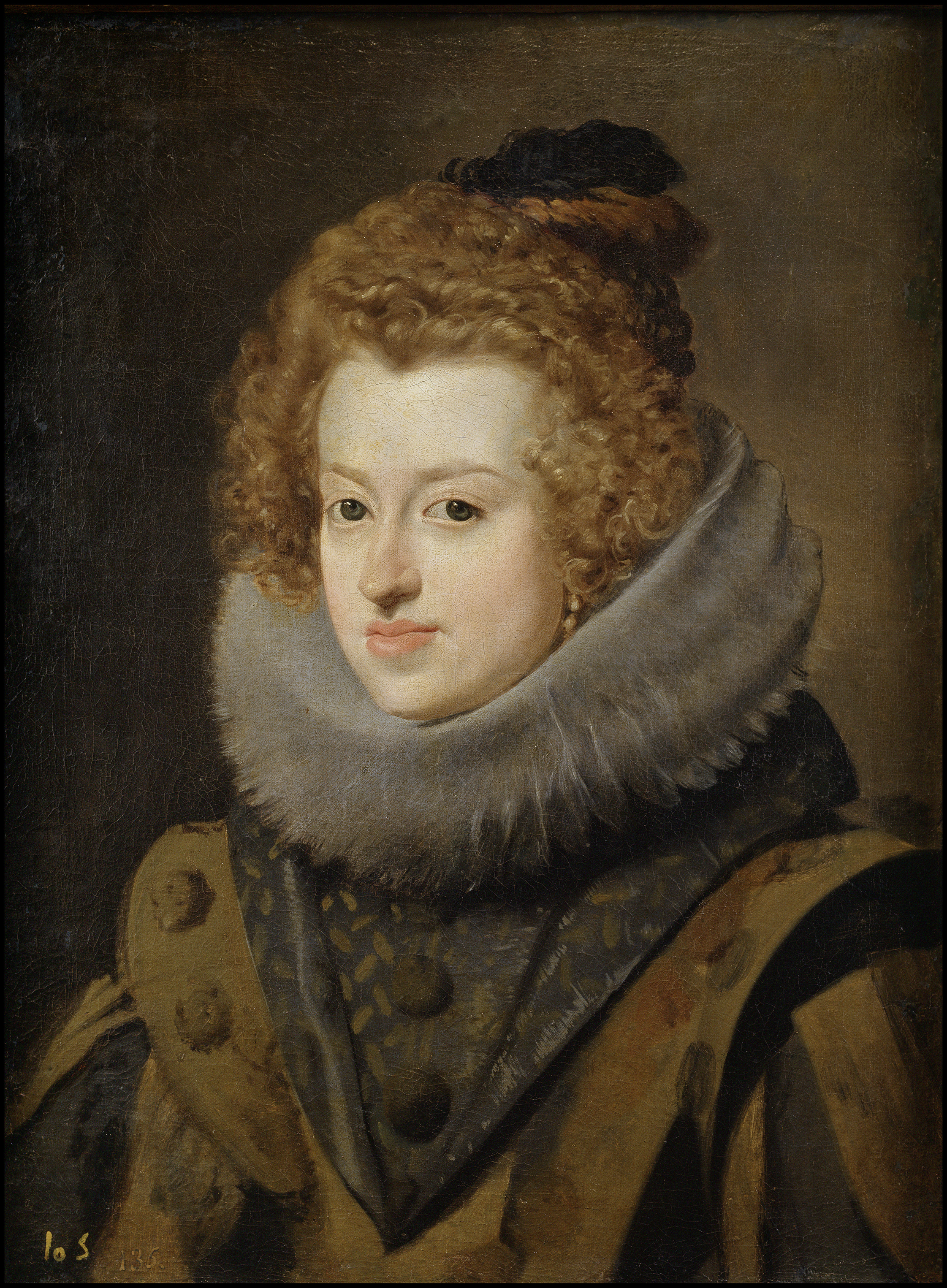
Портрет Марії-Анни Австрійської
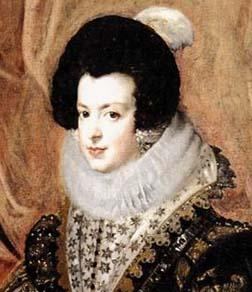
Портрет Єлизавети Бурбон

Фландрія й Італія

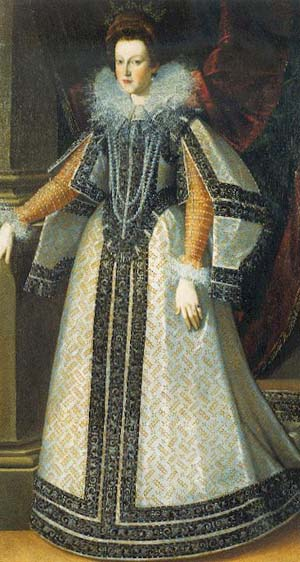
Портрет Марії Медічі
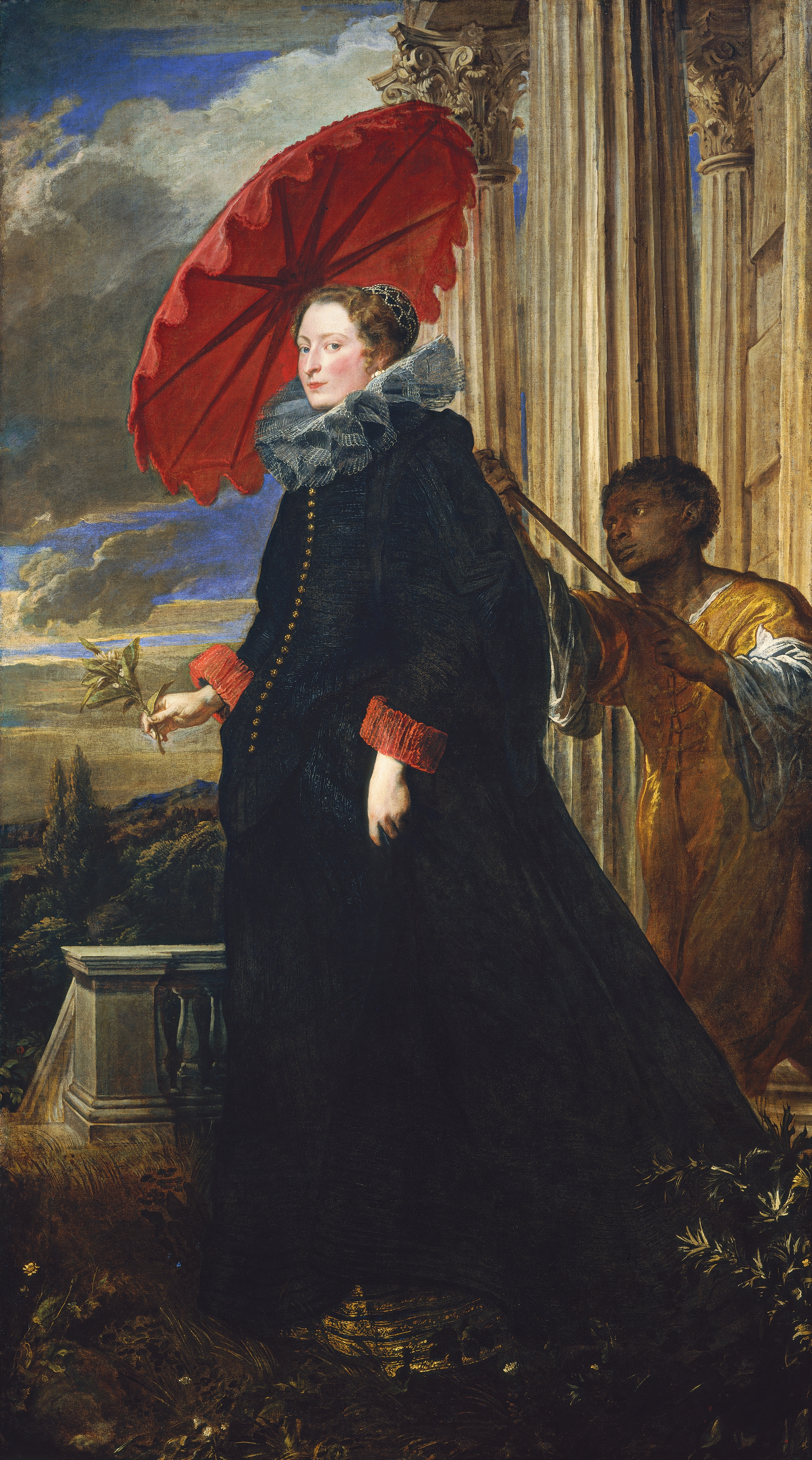
Портрет Єлени Грімальді
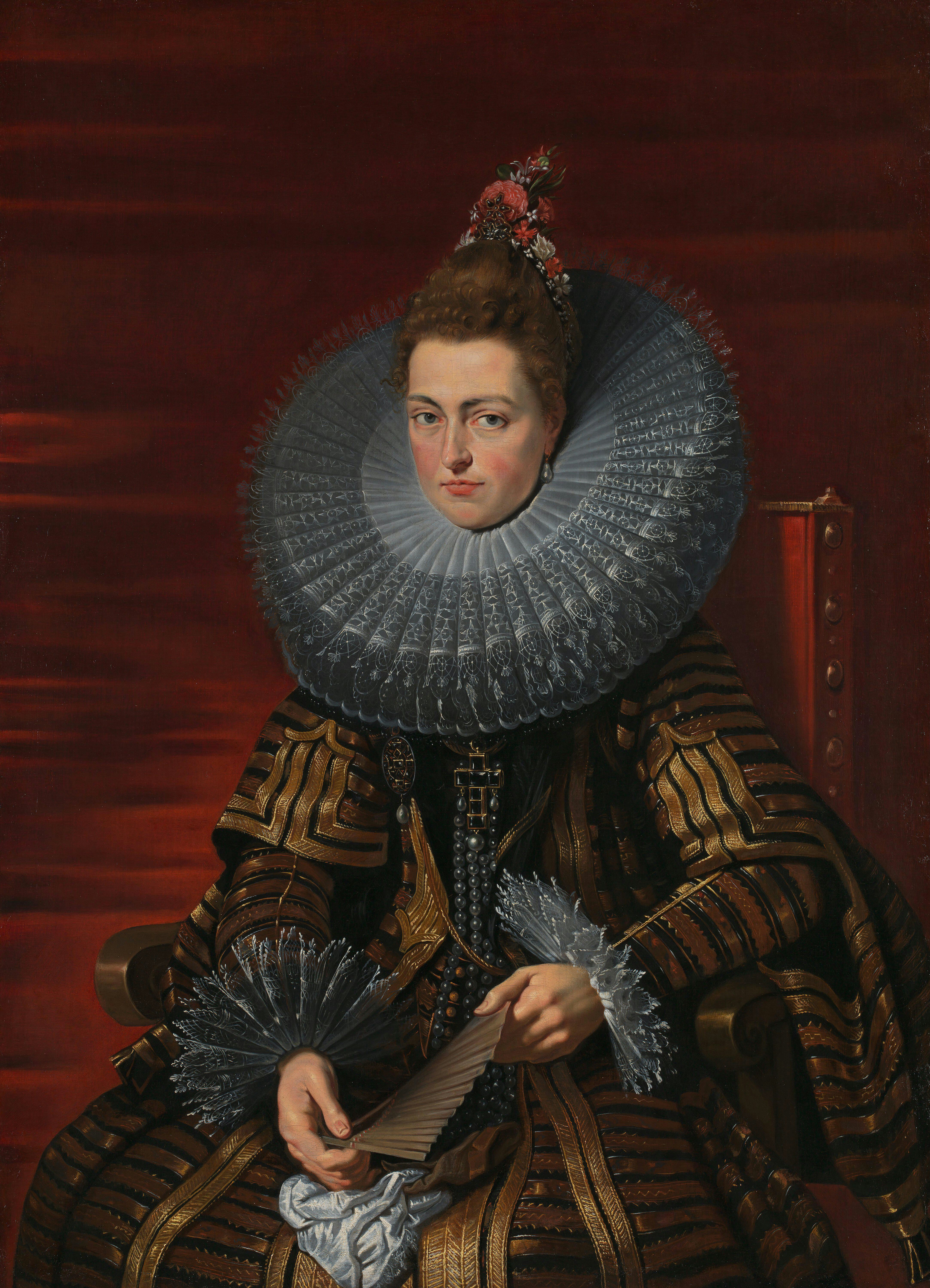
Портрет інфанти Ізабелли
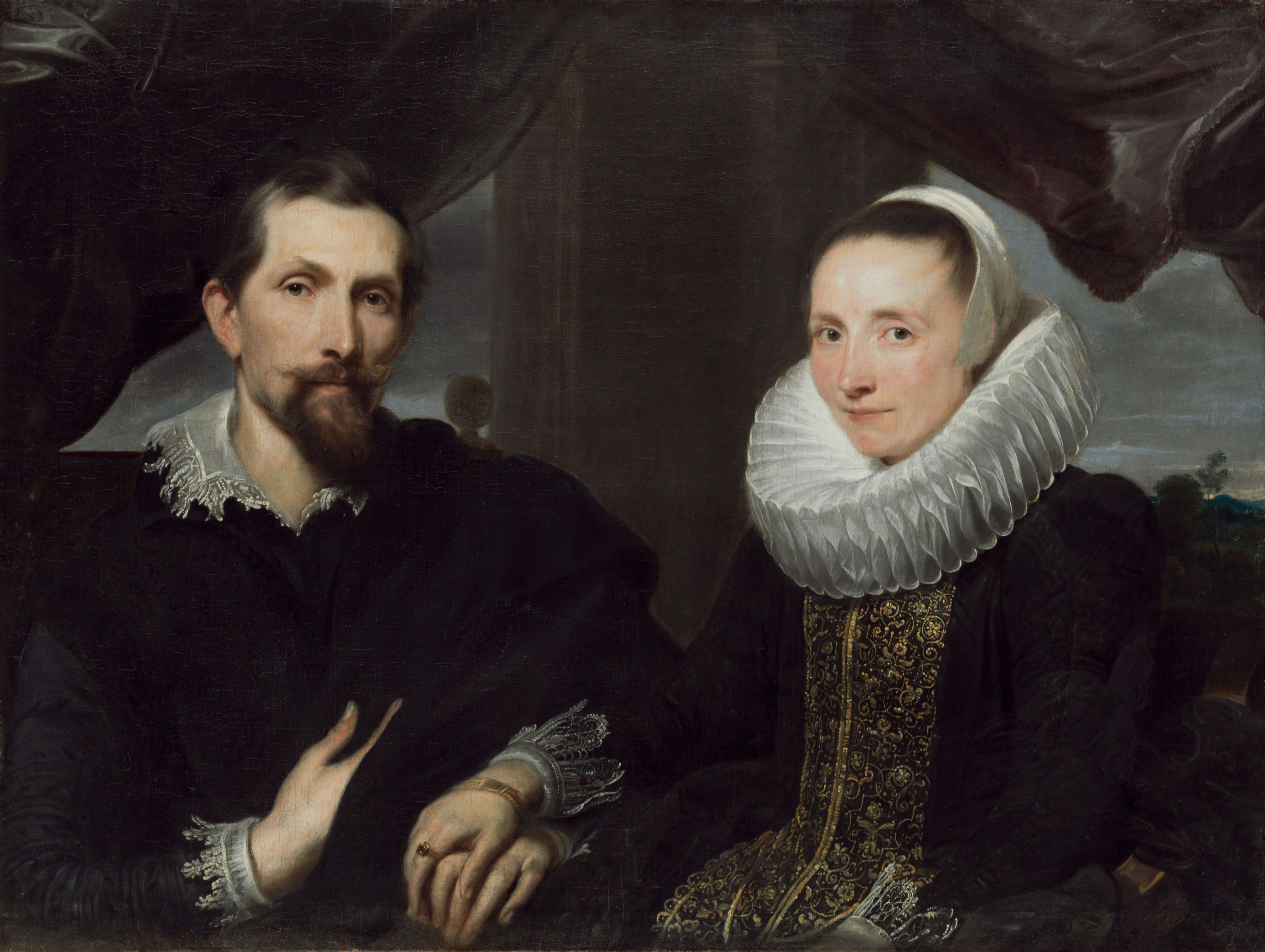
Портрет Франса Снейдерса з дружиною

Північна Європа

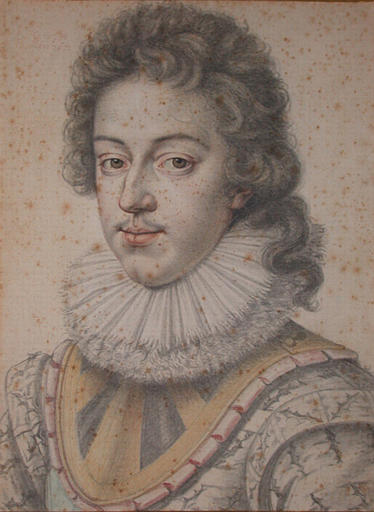
Портрет Людовика XIII
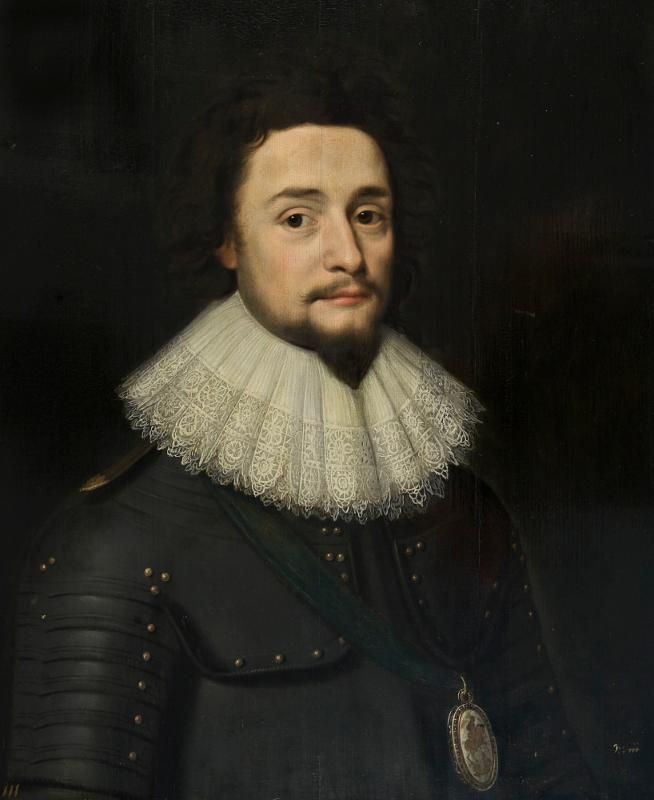
Вейбранд де Гест. Портрет курфюста Фрідріха V
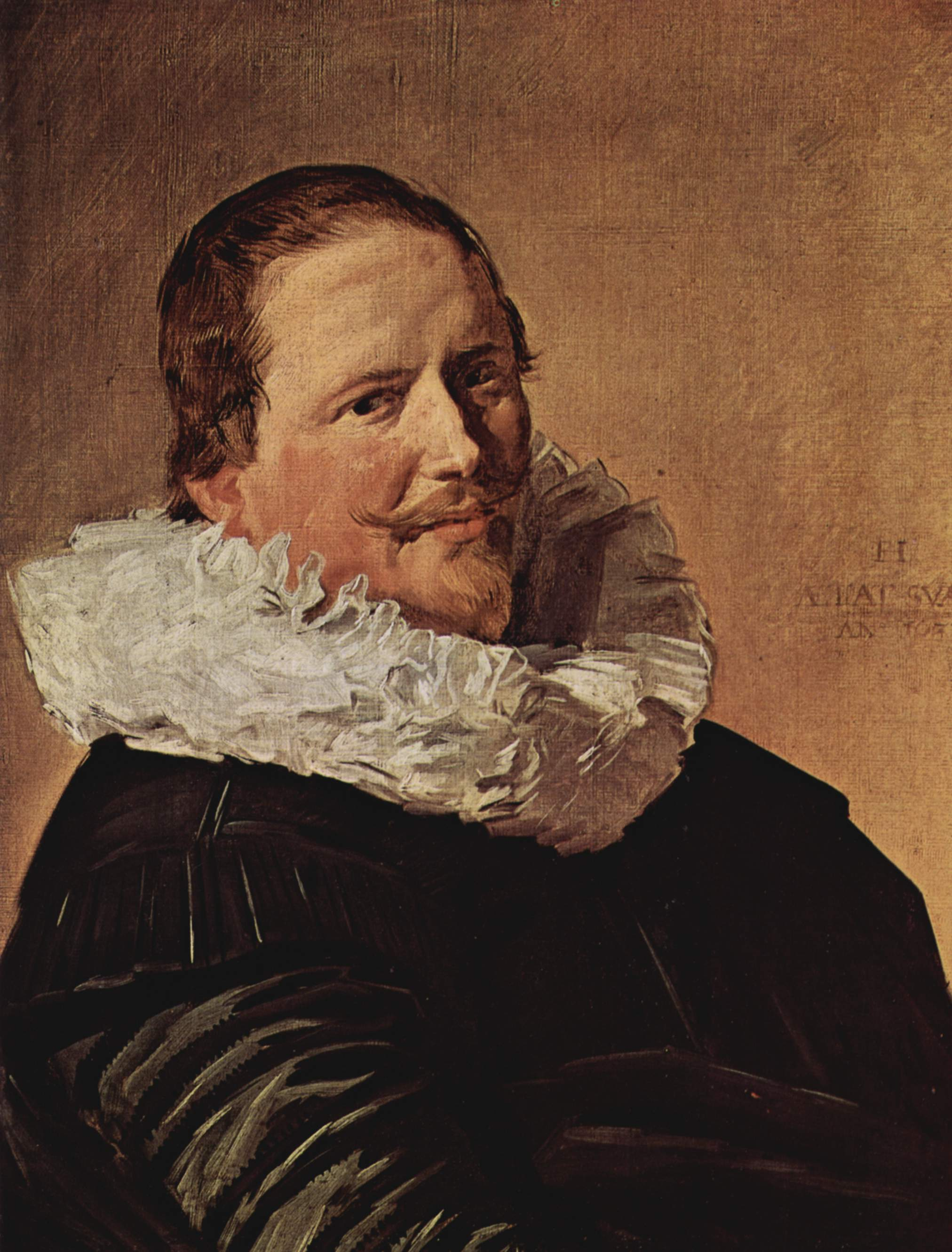
Франс Галс. Портрет 30-річного чоловіка
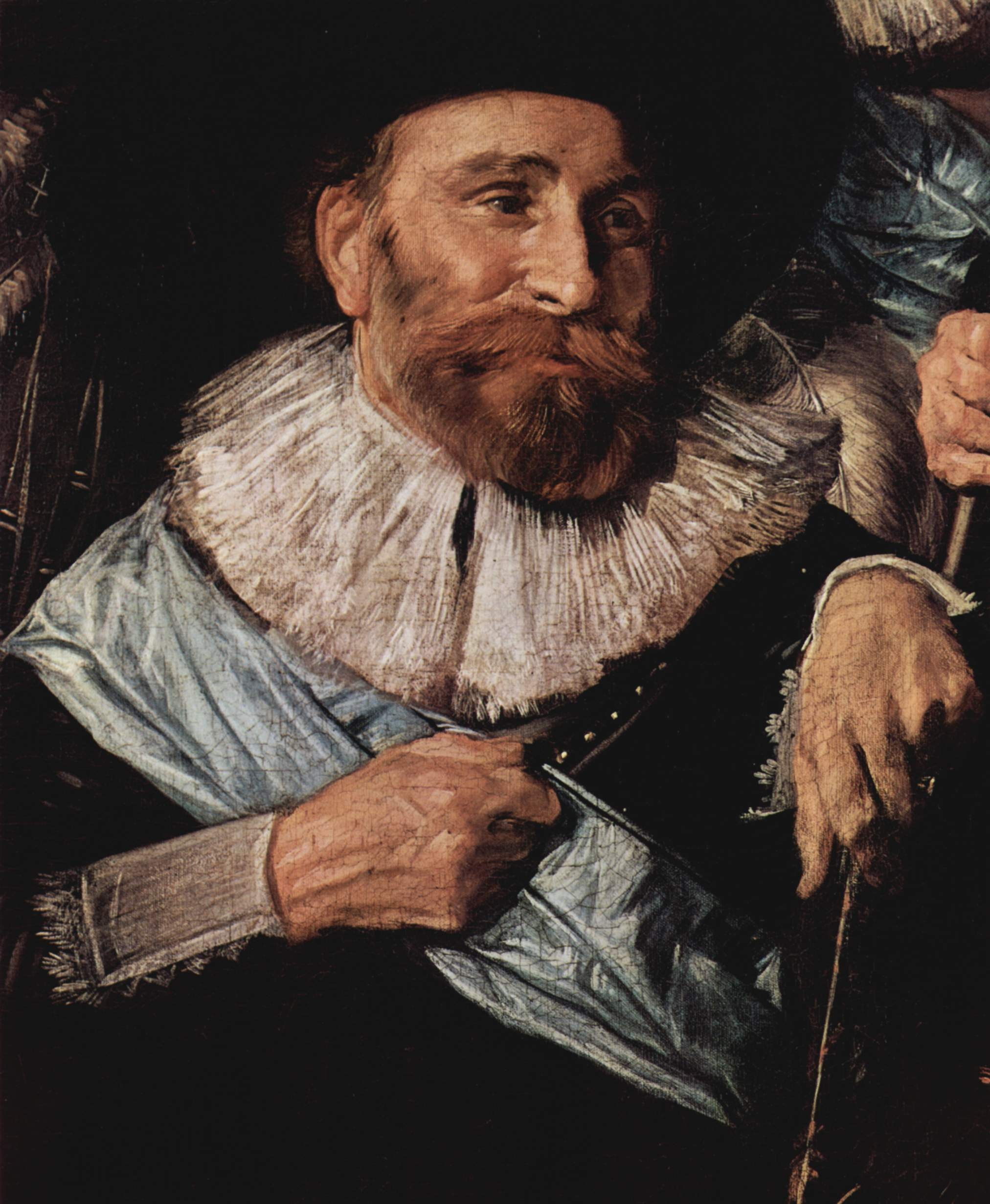
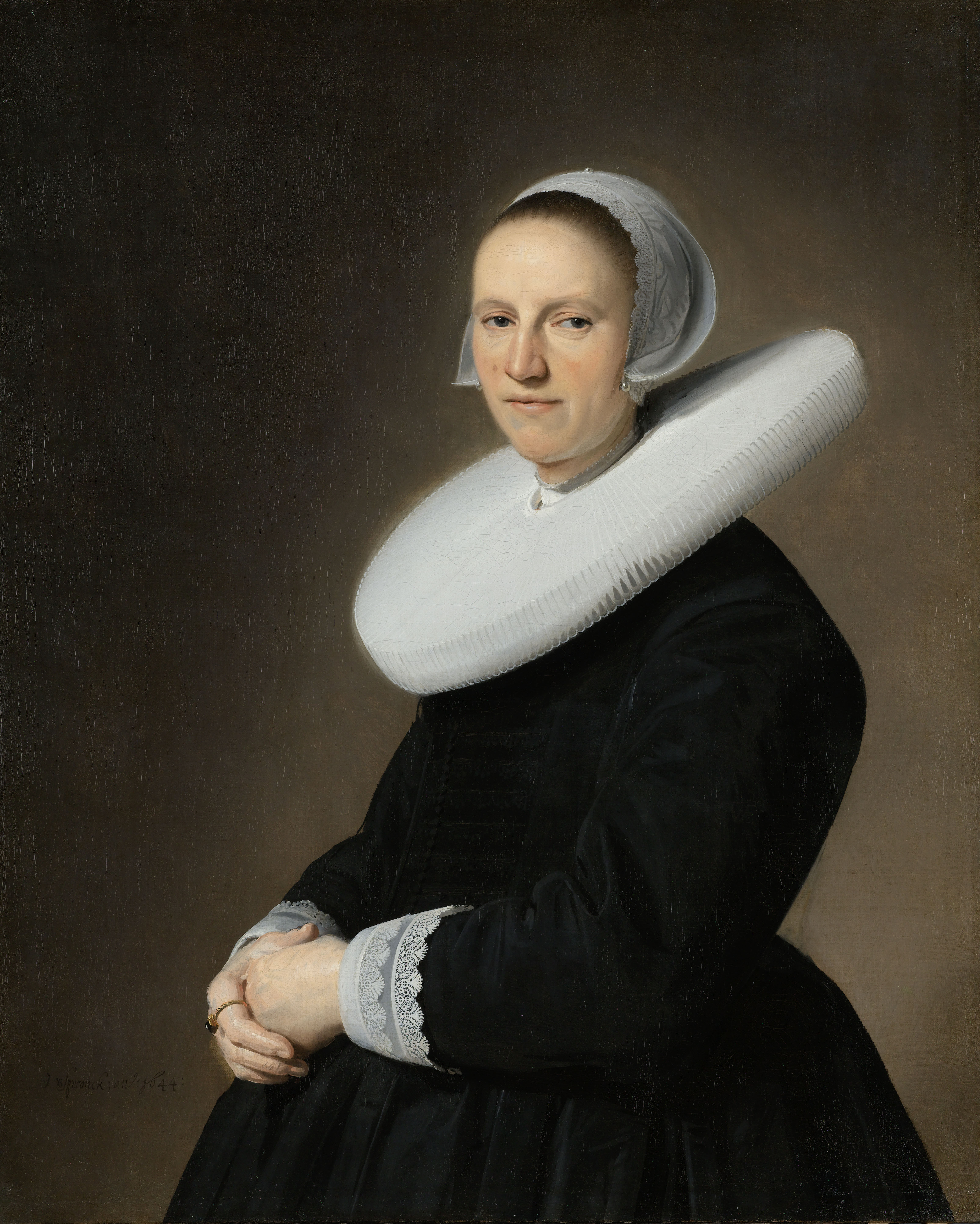
1644 р. Нідерланди

### Сучасність

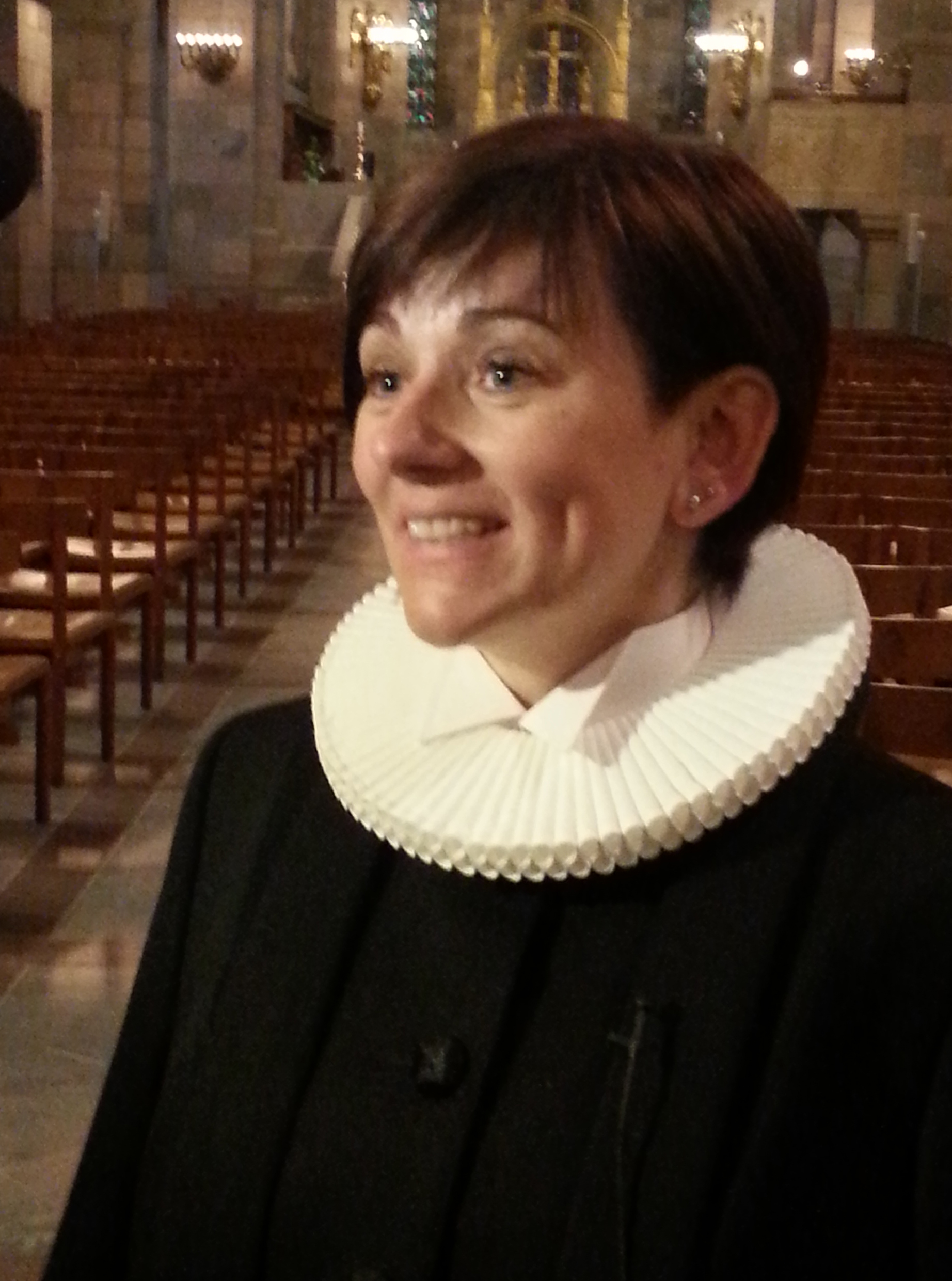
Жінка-священнослужитель Данської церкви
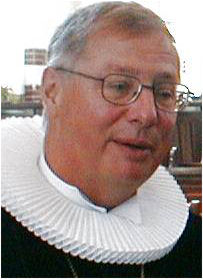
Єпископ Данської церкви Ерік Номанн Свендсен, 1999
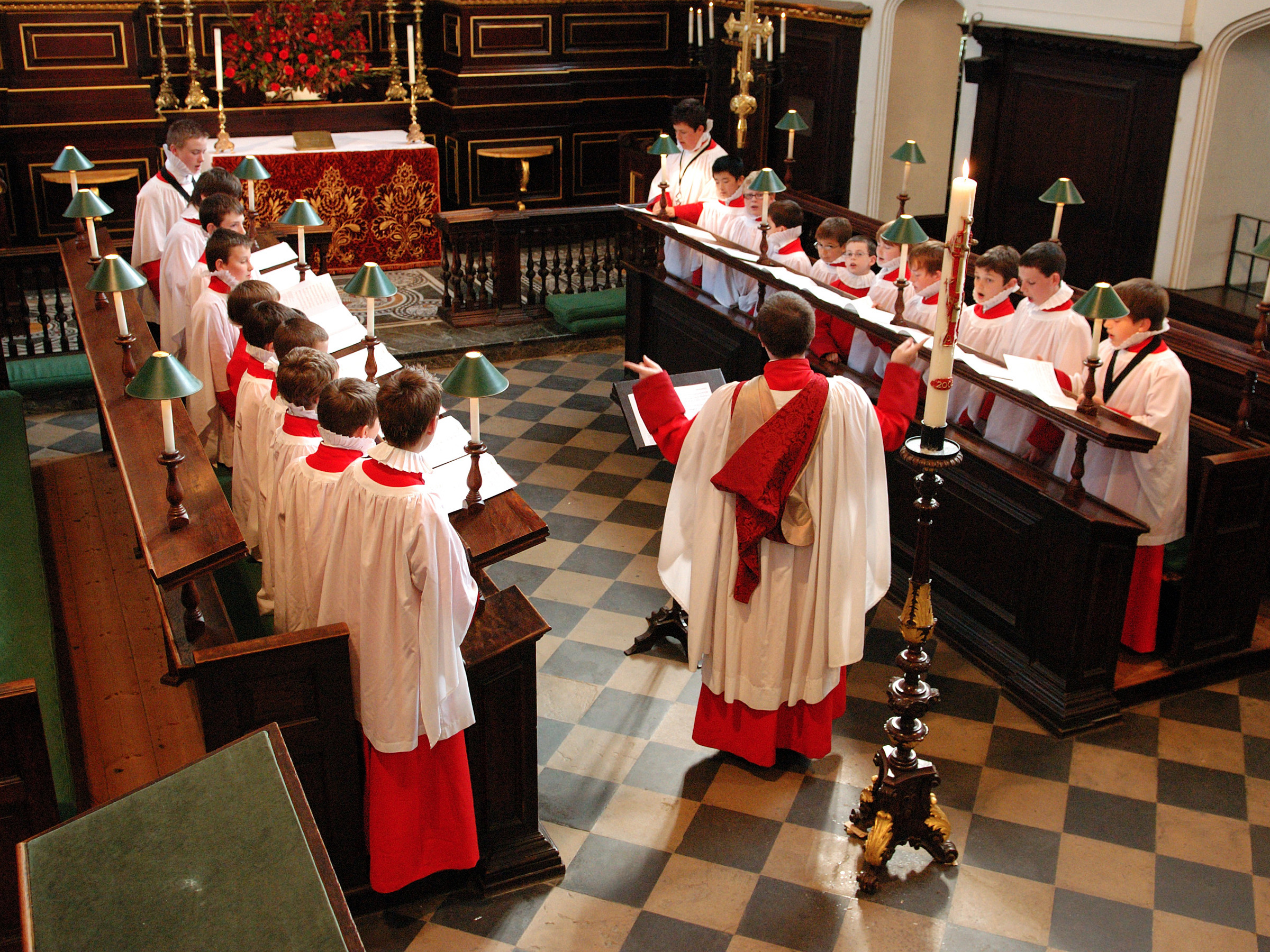
Хлопчики з хору Англіканської церкви, 2008
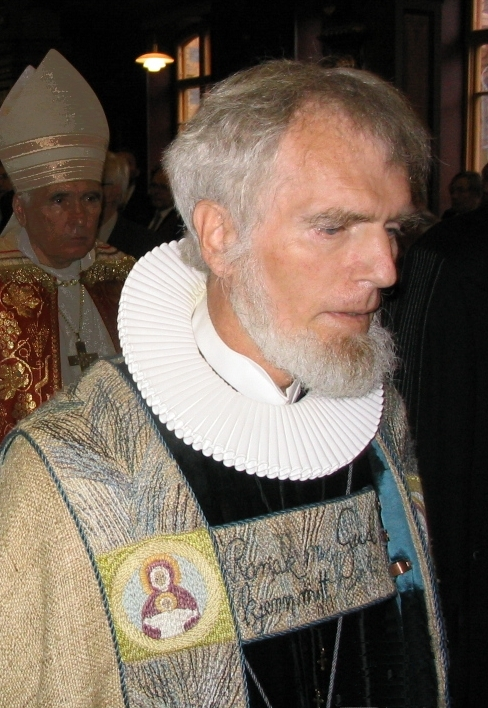
Берре Кнудсен, священнослужитель Норвезької церкви